# Лука Перфанов
Лука Пеев (Пейов) Перфанов е български учител, художник, член на Вътрешната македоно-одринска революционна организация.

## Биография
Перфанов е роден на 2 юли 1882 година в Панагюрище, Източна Румелия. В 1896 година постъпва в Държавното рисувално училище и в 1902 година завършва в класа на Ярослав Вешин. Специализира в Прага и Берлин. Сред първите членове е на дружество „Съвременно изкуство“.
От 1905 година работи като учител по рисуване българската гимназия в Солун, където се включва в дейността на ВМОРО. В 1906 година е арестуван при Мацановата афера. Осъден е на 101 години затвор, но е освободен след идването на младотурците на власт в 1908 година. През октомври 1910 година по време на обезоръжителната акция е тормозен от властите.
След това се връща в България. Работи като учител в Лом, Шумен, София. Урежда няколко самостоятелни изложби. Сред творбите му са „Боят при Едикуле“ (1917), „Оборище“, „Пролет“, „Кошничарка“ (1921), „Портрет“ (1921), „Самичка“ (1921), „Почивка на миньор“ (1921), „О, майко моя“ (1933), „Хайде, боже, помози“ (1934), „Овчарка“ (1940). Днес по-голяма част от творбите му са предимно в частни колекции.
Умира на 17 септември 1940 година в София.
- „Четящи“, маслени бои, платно, 1923 г.
- „Пейзаж“, маслени бои, платно
- „На кафе“, маслени бои, платно, 1925 г.